# 小森林
《小森林》（日语：リトル・フォレスト）是五十嵐大介的日本漫畫作品。2002年12月至2005年7月间在講談社的《月刊Afternoon》中連載。單行本全2卷。
作者本人在岩手縣衣川村(今奧州市)生活時的真實體驗下，以一個生活在被大自然包圍的小村落的女性姿態描繪。
本作台灣代理名稱譯為《小森食光》，由臉譜文化出版。

## 劇情簡介
市子是出身偏遠山中聚落「小森」的年輕女性，幼年經歷母親不告而別、奮力生活成年後前往都市，仍在都市遭遇挫折，選擇返回故鄉「小森」。她在試著自力更生的過程中，透過料理、農作的互助和分享，重新確定自己與世界的關係，心態也隨著獨立生活和當地居民建立關係產生變化。

## 登場角色
市子
本作女主角，年齡20出頭的女性，是個相較於言語、更相信親身感受事物的實踐派。她因為兒時家庭的境遇，在成年後一度選擇前往都市生活，但後來與當時交往的男友分手，返回故鄉「小森」生活。在學習自力更生的過程中，逐步梳理自己的心態和價值觀。
後期因為母親的來信和祐太的提點，讓她開始反思自己返鄉生活的心態，再度告別「小森」前往都市，最終與都市邂逅的男子結婚，返回「小森」舉辦首回大收穫祭促進居民交流和社區獨立。
福子
市子的母親，教導兒時的市子自製料理的關鍵人物，曾言「料理是一面可以反映內心的鏡子」。市子形容她「講話只隨自己高興，不管有無根據、真真假假全都混為一談的人」。過去曾和外籍男子交往，後來趁市子外出辦事期間離家出走，在市子20歲那年寫信告知近況和有意經營果園的訊息。
小紀
市子的多年鄰居兼好友，有時候會登門拜訪市子談論生活與工作的事。曾經提醒市子不可用自身觀點，擅自定義何謂為他人好的決策。市子再度離開「小森」後，受託管理市子的菜園，結局和祐太結婚，育有一子。
祐太
市子在學校裡小兩屆的學弟，為了求學前往都市生活，但在經歷都市的工作和生活後，體認都市和「小森」的價值觀與實踐體驗差異，從外地返回「小森」生活。因為言談常流露浪漫的想法，被市子形容為拿他沒轍的人物。後期指稱市子看似努力、其實是想迴避某些事物，讓市子開始對自己選擇返鄉生活的決定作出省思。結局時和小紀結婚，育有一子。
茂行
露營地的管理員，已婚，時常在閒暇時後親自下廚招待顧客。夫妻倆相當關照市子。

## 出版書籍
| 冊數 | 講談社        | 講談社                 | 臉譜文化      | 臉譜文化              | 新经典文化 | 新经典文化             |
| 冊數 | 發售日期      | ISBN                   | 發售日期      | ISBN                  | 發售日期   | ISBN                   |
| ---- | ------------- | ---------------------- | ------------- | --------------------- | ---------- | ---------------------- |
| 1    | 2004年8月23日 | ISBN 978-4-06-337551-0 | 2015年3月31日 | ISBN 978-986-235440-7 | 2020年3月  | ISBN 978-7-5410-8932-9 |
| 2    | 2005年8月23日 | ISBN 978-4-06-337582-4 | 2015年8月1日  | ISBN 978-986-235459-9 | 2020年3月  | ISBN 978-7-5410-8932-9 |

## 电影

### 日本
日本版改編電影由森淳一執導，橋本愛、三浦貴大、松岡茉優、温水洋一領銜主演。

### 韓國
韓國版改編電影由林順禮執導，金泰梨、柳俊烈、文素利與秦基周領銜主演。